# 12496 Ekholm
12496 Ekholm è un asteroide della fascia principale. Scoperto nel 1998, presenta un'orbita caratterizzata da un semiasse maggiore pari a 2,4421851 au e da un'eccentricità di 0,1876891, inclinata di 3,83925° rispetto all'eclittica.
L'asteroide è dedicato al planetista svedese Andreas G. Ekholm.